# Hoplistonychus bondari
Hoplistonychus bondari – gatunek chrząszcza z rodziny kózkowatych i podrodziny zgrzypikowych. Jedyny przedstawiciel rodzaju Hoplistonychus.

## Zasięg występowania
Ameryka Południowa, występuje w Ekwadorze, Gujanie Francuskiej, Brazylii, Boliwii, Paragwaju oraz w Argentynie.